# Orde van Brits-Columbia

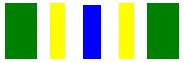

De Orde van Brits-Columbia (Order of British Columbia) is een onderscheiding van de Canadese provincie Brits-Columbia. De in 1989 ingestelde onderscheiding wordt om de hals gedragen en door de Luitenant-Gouverneur verleend.